# 1996年アトランタオリンピックのベラルーシ選手団
1996年アトランタオリンピックのベラルーシ選手団（1996ねんアトランタオリンピックのベラルーシせんしゅだん）は、1996年7月19日から8月4日にかけてアメリカ合衆国のジョージア州アトランタで開催された1996年アトランタオリンピックのベラルーシ選手団、およびその競技結果。

## 概要
今大会は金メダル1個、銀メダル6個、銅メダル8個の合計15個のメダルを獲得した。

## メダル
| メダル | 選手名                           | 競技 | 種目         |
| ------ | -------------------------------- | ---- | ------------ |
| 銀     | ウラジミール・ドゥブロフシュチク | 陸上 | 男子円盤投   |
| 銀     | ナタリア・サザノビッチ           | 陸上 | 女子七種競技 |
| 銅     | ワシリー・カプチュフ             | 陸上 | 男子円盤投   |
| 銅     | エリーナ・ズベレワ               | 陸上 | 女子円盤投   |
| 銅     | ビタリー・シェルボ               | 体操 | 男子個人総合 |
| 銅     | ビタリー・シェルボ               | 体操 | 男子跳馬     |
| 銅     | ビタリー・シェルボ               | 体操 | 男子平行棒   |
| 銅     | ビタリー・シェルボ               | 体操 | 男子鉄棒     |